# Jujeleanî, Sokal
Jujeleanî (în ucraineană Жужеляни) este localitatea de reședință a comunei Jujeleanî din raionul Sokal, regiunea Liov, Ucraina.

## Demografie
Componența lingvistică a localității Jujeleanî
     Ucraineană (100%)
Conform recensământului din 2001, toată populația localității Jujeleanî era vorbitoare de ucraineană (100%).